# 怪異・妖怪伝承データベース
怪異・妖怪伝承データベース（かいい・ようかい でんしょう データベース）とは、国際日本文化研究センター（日文研）が公開している、妖怪や怪奇的な伝承を集めたデータベースである。

## 概要
2002年3月19日に試験版が制作され、同年6月20日に第一版が公開された。妖怪譚以外に特に妖怪によるものとされていない怪異譚の事例もまとめあげている。監修者は、妖怪研究などを専門とする民俗学者で、日文研教授の小松和彦である。
このデータベースは文字情報を対象としている。収録された史料は膨大であるが、例えば以下のものがある。
- 竹田旦編『民俗学関係雑誌文献総覧』国書刊行会、1978年に記載のある民俗学雑誌類
- 『日本随筆大成』吉川弘文館、1975 - 1978年
- 柳田國男『妖怪名彙』
- 自治体史の民俗篇

そうして収録された事例は、それぞれに100文字程度の要約がつき、全文検索以外に、呼称や地域でも検索できる。
2010年6月16日に、視覚史料を対象とする「怪異・妖怪画像データベース」（第一版）が公開された。